# District d'Anning
Pour les articles homonymes, voir Anning (homonymie).
Le district d'Anning (安宁区 ; pinyin : Ānníng Qū) est l'une des cinq subdivisions administratives de la ville de Lanzhou, capitale de la province du Gansu en Chine.